# Simón Bross
Simón Bross (22 de febrero de 1960) es un director y productor de cine mexicano. Es el director más premiado de la publicidad en la historia de Iberoamerica.
Como director de publicidad, ha ganado en los festivales más importantes del mundo: London International Advertising Awards, New York Festivals,  FIAP (en español: Festival Iberoamericano de Publicidad), Círculo de Oro, Clio Awards, and Cannes Lions.[cita requerida]
Es el primer cineasta mexicano nombrado miembro del "Salón de la fama" de FIAP. Por su parte, el Círculo Creativo de México organizó un homenaje por su trayectoria en la industria publicitaria. El Gunn Report de Inglaterra lo situó como uno de los mejores directores de cine publicitario en el mundo. Fue ganador en El Festival Pantalla de Cristal / Premio Volcán de Oro por su brillante trayectoria junto con otros reconocimientos.[cita requerida]
Produce y dirige para el cine y la televisión. Entre sus trabajos, se puede destacar Diario de un cocinero. Como productor, ganó el premio a mejor programa de TV por la revista Travel + Leisure.
En películas, ha producido Who the Hell is Juliette? (en español: ¿Quién diablos es Juliette?), Second Century (en español: Segundo Siglo) y Elvira Carrieré 250 Metros (Carrieré 250); entre otros, así como numerosos cortometrajes.
Produce y dirige Malos hábitos y la presenta en el Festival de Cannes. El Festival Internacional de Cine de Morelia le otorgó el Gran Premio a la Trayectoria Cinematográfica. Actualmente produce y dirige cine ficción, documentales, cortometrajes, televisión y cine publicitario.[cita requerida]
Es productor ejecutivo de numerosas películas comerciales como Nosotros los Nobles, y de películas documentales como La libertad del Diablo, ganadora en 2017 como mejor largometraje en el Festival Internacional de Cine de Guadalajara, el premio de Amnistía Internacional para Documentales de la Berlinale del Festival Internacional de Cine de Berlín y el Ariel a mejor Largometraje Documental. También es productor del laureado documental Witkin & Witkin. 
Y de La 4a Compañía, dirigida por Mitzi Vanessa Arreola y Amir Galván Cervera. Esta película ganó 10 premios Ariel, incluido el Ariel a la Mejor Película.[cita requerida]

## En la actualidad
Es el único Director en el mundo que ha sido 3 veces presidente del gran jurado de Producción en los 50 años de FIAP.
En el 2020 fue convocado en el Círculo Creativo para dar su plática titulada "Yo me acuerdo".
El 22 de octubre de 2019, el vicepresidente del Festival Internacional de Cine de Morelia(FICM), Cuauhtémoc Cárdenas Batel, en compañía del director Fabián Ibarra y el productor Simón Bross, presentaron la cinta El gallinero en el marco de la 17° edición del festival.
Fue jurado en el D&AD Festival en Inglaterra 2018 votando por el Black Pencil. 
Fue homenajeado por la Universidad Iberoamericana.
Presidente del Jurado en el Festival Iberoamericano de la Publicidad (FIAP) 2017.
Presidente del jurado en el Área de Técnicas de Producción Audiovisual en el FIAP 2015. 
Invitado al New York Festival 2015 como Jurado en el área de Grand Jury/Film Craft.
GARCIABROSS Archivado el 3 de marzo de 2020 en Wayback Machine.(casa productora de Simón Bross) junto con Grey México y nuestro director Pedro Armendáriz ganaron 4 leones de Cannes(2 Oros,1 Plata, 1 Bronce) con el proyecto Paper Glasses en Cannes Lions 2016.
Su película La 4a Compañía fue galardonada con 10 Premio Ariel incluyendo Mejor Película.
Junto con Inna Payán y Roberto Garza coproduce el documental La Libertad del Diablo de Everardo González el cual ha sido ganador de diversos premios entre los que destaca el de Amnistía Internacional para Documentales de la Berlinale del  Festival Internacional de Cine de Berlín y el premio a mejor documental en el Guadalajara International Film Festival. También ganó el Premio Ariel a mejor Largometraje Documental.
Es Productor Ejecutivo de la película: "Nosotros los Nobles".
Productor del Cortometraje Matices, dirigido por Saúl Masri, que ganó el premio Best Drama Short en el Festival de KisaKes en Turquía y 1.er lugar en el Festival de Cine Judío.
Presidente de Jurado Craft Audiovisual -  Craft Audio - Craft Digital en el 32 Festival del Círculo de Oro

## Opiniones
"Simón trabaja a favor de la idea y no de la producción. Sus aportes como director hacen que se enriquezca la idea creativa siempre. La idea que empieza en A, Simón la hace llegar a Z.
Como director tiene magia, es un plus que trae dentro. Sabe cómo hacer que la marca consiga el valor agregado y dé ventas que se vuelven fortunas.
Es importante aclarar que el éxito de Simón no son los premios, porque él no vive de los premios (aunque es el máximo ganador), sino la efectividad de sus anuncios que provocan grandes ventas y muy buenos negocios para los anunciantes. " Jose Beker.
"Simón Bross es un director que respeta la idea creativa, es impecable en la producción y es un gran director de actores. Simón tiene muy claro que los valores de producción van en función de la idea creativa (del guion), y él sabe maximizar esos valores de producción. Además, es totalmente honesto cuando se le expone la idea creativa y la retroalimenta.
Y retroalimentar significa que busca enriquecerla y establecer criterios claros de producción (encuentra al actor, la locación y demás elementos que se visualizaron en la idea). Dirige los comerciales de tal forma que les da credibilidad y la gente que los ve se identifica con ellos. Trabajamos los comerciales tal y como se producen los largometrajes: mi labor como creativa es hacer el guion, y el director tiene que llevar esa idea a la pantalla cuidando todos los elementos de cada escena. " Lourdes Lamasney.
"Simón tiene una gran pasión por la publicidad y le aporta mucho a las ideas creativas que va a dirigir. A Simón le interesa que las ideas conecten con el consumidor. Estudia cómo hacer los comerciales para que no se pierdan. " Tony Hidalgo.
"Simón tiene un ojo muy crítico para seleccionar las ideas creativas que acepta dirigir. Cuando ve una idea buena sabe cómo acercarse al creativo para desdoblarla. Trabajar con él es como trabajar con otro creativo, la diferencia es que él dirige y conoce las bases de la publicidad. " Yuri Alvarado.
"Simón sabe exactamente lo que debe hacer y lo principal sabe como hacerlo, lo cual ayuda a enriquecer los guiones logrando que sus comerciales conecten con la gente en solo segundos. " Tebo Samaniego.
"Simón Bross, el director de Malos Hábitos es con seguridad el mejor director de publicidad que haya visto México en los últimos años. Consentido de marcas como Volkswagen, el mexicano domina con facilidad diversos estilos, desde el humor hasta las historias que te roban el aliento. " Fuente Revista GQ Version Web

## Premios, nominaciones y menciones
- Premio Ariel (2018)
  - Award: Mejor Largometraje Documental   (La Libertad del Diablo (movie))

- Premio Ariel (2017)
  - Award: Mejor Película   (La 4a Compañía (movie))

- Festival Internacional de Cine de Berlín (2017)
  - Award: AMNISTÍA INTERNACIONAL PARA DOCUMENTALES DE LA BERLINALE   (La Libertad del Diablo (movie))

- Guadalajara International Film Festival[6] (2017)
  - Award: Mezcal Best Documentary (La Libertad del Diablo (movie))

- Guadalajara International Film Festival[6] (2007)
  - Award: Mayahuel Best Mexican Fiction Film (Bad Habits (movie))

- CineVegas International Film Festival  (2007)
  - Award: La Próxima Ola Jury Prize Best Feature Film (Bad Habits (movie))

- Montreal World Film Festival (2007)
  - Award: Silver Zenith Best First Fiction Feature Film (Bad Habits (movie))

- Bogotá Film Festival (2007)
  - Award: Circulo Precolombino de Oro Best Director, Best Feature Film (Bad Habits (movie))

- AFI Dallas International Film Festival (2007)
  - Narrative category Honorable Mention (Bad Habits (movie))

- Los Angeles Latino International Film Festival (2007)
  - Award: Special Jury Award Best Work (Bad Habits (movie))

- International Film Festival Bratislava (2007)
  - Nominado GRAND PRI (Bad Habits (movie))

- FIAP(2004)
  - Award: Gold Mejor Casa Productora

- Círculo de Oro(2002)
  - Award: Grand Prix Televisión Dormimundo, Gilbert DDB

- FiPTUR Brasil
  - Award: Grand Prix  Duracell, Ogilvy & Mather

- Festival Internacional de Creatividad Cannes Lions(1997)
  - Award: Bronce Duracell, Ogilvy & Mather

- Festival Internacional de Creatividad Cannes Lions
  - Award: Gold Aeromexico

- Círculo Creativo de México(1998)
  - Award: Gold Afore Garante